# 常舒
常舒（穆麟德轉寫：Cangšu；1637年—1699年），爱新觉罗氏，清太宗第七子。

## 生平
常舒生于崇德二年（1637年）四月十九日，生母是庶妃伊爾根覺羅氏。
封辅国公品级。康熙三十八年（1699年）十二月二十五日，常舒病死，享年63岁。有子十人。

## 延伸阅读
[在维基数据编辑]
 《清史稿/卷219》，出自趙爾巽《清史稿》